# Opatství Fontgombault
Opatství Fontgombault [fongombó] je benediktinský klášter ve Francii, v departementu Indre, asi 50 km východně od Poitiers a na břehu řeky Creuse. Klášter s kostelem Panny Marie byl založen roku 1091, vybudován v románském slohu a díky své odlehlé poloze je dobře zachován. 

## Historie
Klášter založil roku 1091 Pierre de l'Étoile (Petrus a Stella) jako Gombaldův pramen (lat. Fons Gombaldi). Roku 1569, za náboženských válek, jej zpustošili kalvinisté a teprve koncem 17. století byl znovu osídlen, roku 1741 předán řádu lazaristů a za Velké francouzské revoluce opět zpustošen. Roku 1849 jej osídlili a opravili trapisté, kteří museli po roce 1905 na základě proticírkevních zákonů Francii opustit. Roku 1948 jej opravili a osídlili benediktinští mniši z kláštera v Solesmes, který je znám pěstováním gregoriánského chorálu. Opatství Fongembault patří k tradicionalistické kongregaci kláštera v Solesmes a má největší počet řeholníků, takže od roku 1948 mohlo založit další tři dceřiné kláštery ve Francii a jeden v USA. V opatství se slouží mše pouze podle starého ritu - Tridentská mše (forma extraordinaria).

## Popis
Opatský kostel Panny Marie je kamenná románská trojlodní bazilika s příčnou lodí a nízkou zvonicí nad křížením. Loď, dlouhá 80 m a 17 m vysoká, je zaklenuta křížovou klenbou a vyniká stylovou čistotou a jemností zpracování sochařských detailů a hlavic.

## Seznam opatů
- 1953-1962 : dom Édouard Roux ;
- 1962-1977 : dom Jean Roy ;
- 1977-2011 : dom Antoine Forgeot ;
- od r. 2011 : dom Jean Pateau.

## Galerie

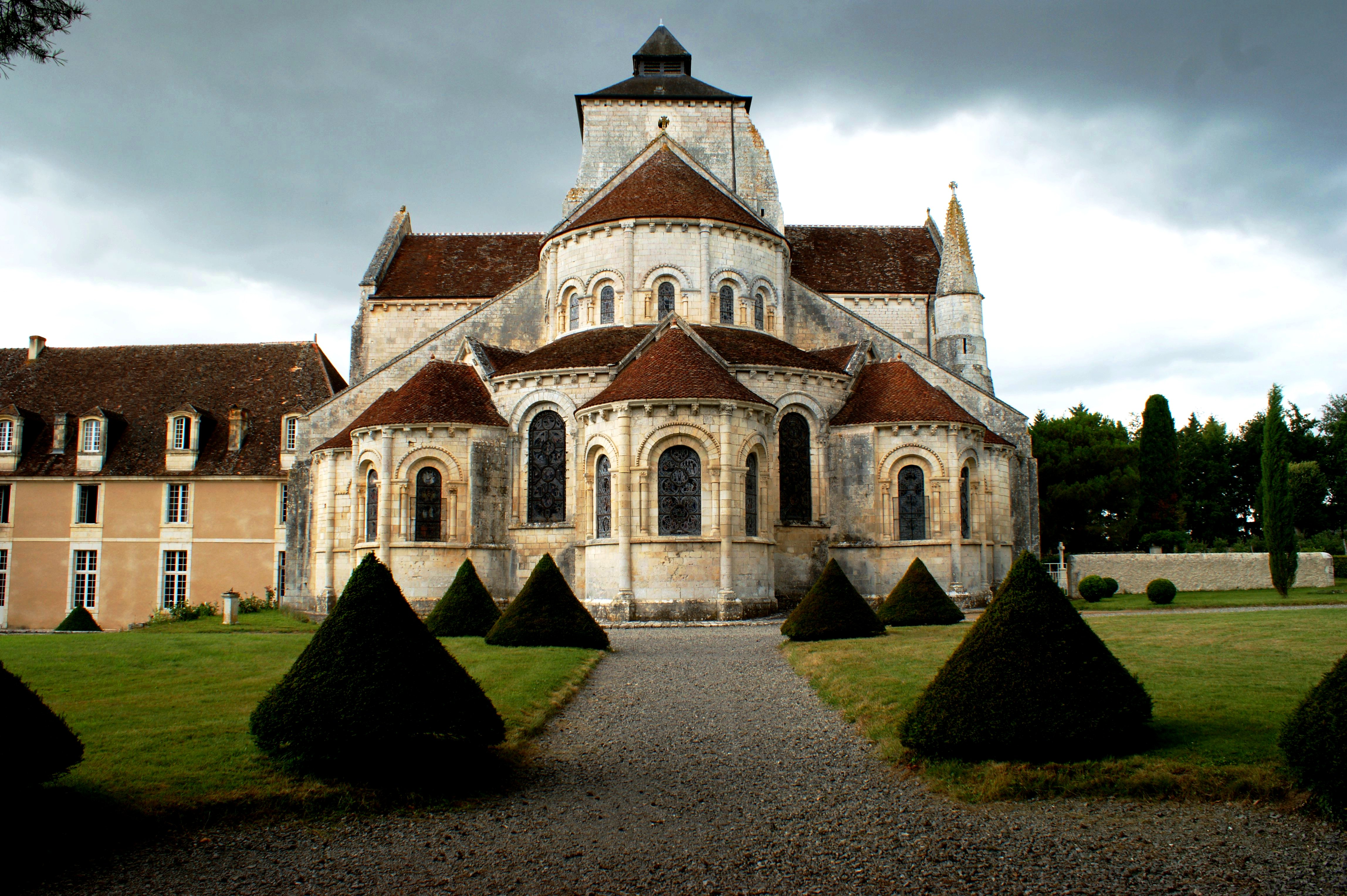
Závěr opatského kostela ve Fontgombault
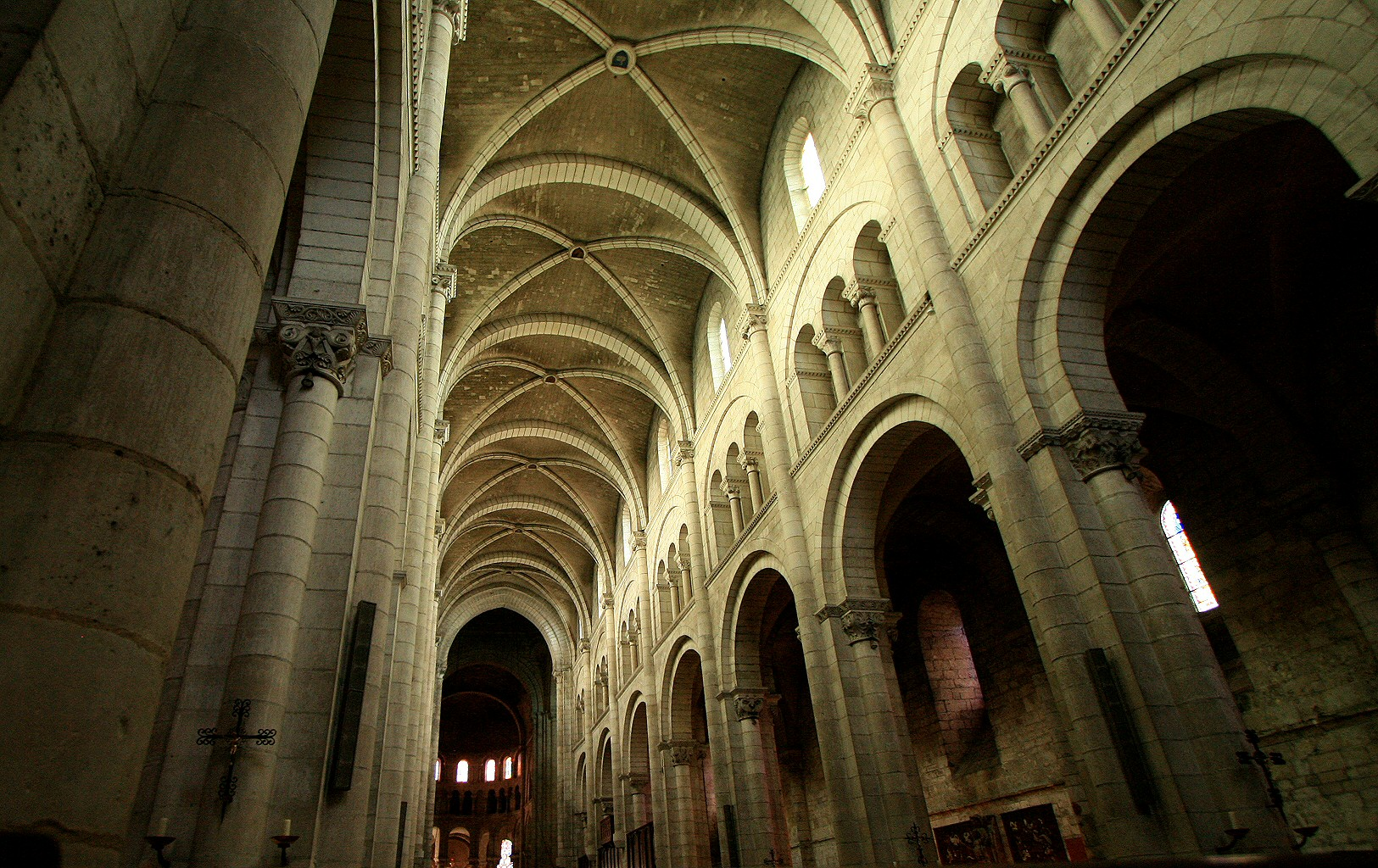
Interiér opatského kostela
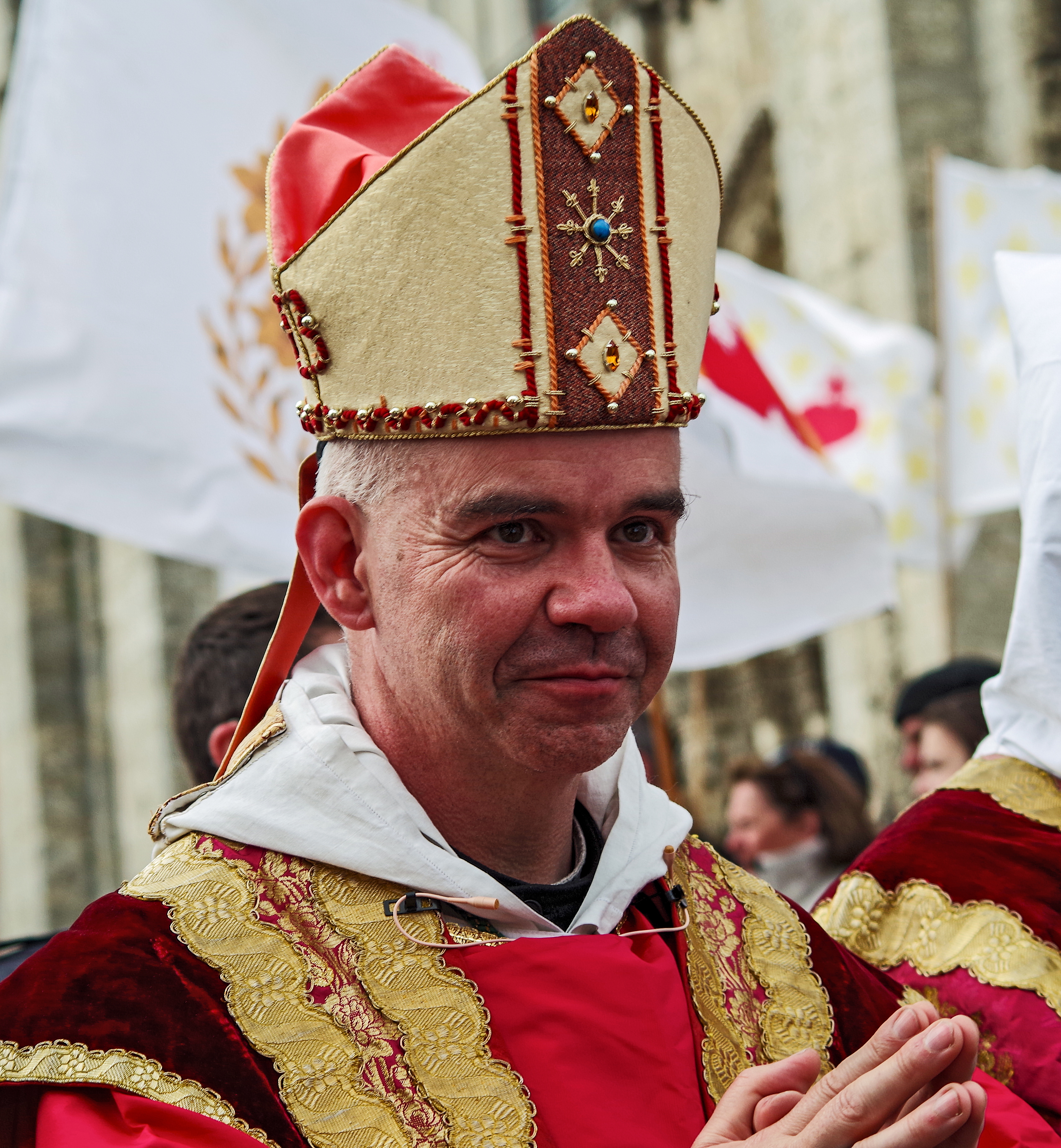
Opat Jean Pateau (r. 2016)